# Volkana
Volkana ist eine brasilianische Thrash-Metal-Band aus Brasília, die 1987 gegründet wurde, sich 1996 auflöste und seit 2008 wieder aktiv ist.

## Geschichte
Die Band wurde 1987 gegründet und bestand zu dieser Zeit aus der Bassistin Mila Menezes, der Gitarristin Karla Carneiro, der Schlagzeugerin Ana und der Sängerin Eliane. Bereits kurze Zeit später wurden die beiden letztgenannten durch die Sängerin Marielle Loyola und die Schlagzeugerin Debora ersetzt. In dieser Besetzung zogen sie 1988 nach São Paulo und nahmen das 1989er Demo Trash Flowers auf, das aus zwei Liedern besteht. Etwas später wurde das Debütalbum aufgenommen. Kurz nach den Aufnahmen hatte Debora die Gruppe verlassen und war, nachdem der Schlagzeuger Pat kurzzeitig diesen Posten innehatte, durch Sérgio Facci ersetzt worden. Da es der Gruppe nicht gelang, eine Schlagzeugerin zu finden, verblieb Facci als permanentes Mitglied. Das Album erschien im Jahr 1990 selbstbetitelt in den USA bei Moving Target Records, ehe es im folgenden Jahr in Brasilien unter dem Namen First bei Eldorado Records publiziert wurde. Auf dem Album ist unter anderem eine Coverversion des Ramones-Liedes Pet Sematary vertreten. Nach der Veröffentlichung des Albums verließ Loyola die Gruppe, woraufhin Cláudia França diesen Posten einnahm, während Selma Moreira als zweite Gitarristin hinzustieß. Als Quintett nahm Volkana 1994 das zweite Album Mindtrips auf, das unter anderem eine Coverversion von Whole Lotta Love enthält. Auf dem Album steuert Frank Blackfire ein Gitarrensolo bei. 1996 löste sich die Band auf. 2002 erschien die Bootleg-Split-Veröffentlichung Descent to Hell / First Scream mit Flammea. Seit 2008 ist Volkana wieder aktiv. Die Besetzung besteht inzwischen aus Menezes, Loyola, Facci und der Gitarristin Renata Lopes.

## Stil
Laut thethrashmetalguide.com spielt die Band Old-School-Thrash-Metal, der meistens „heavy“ und in mittlerer Geschwindigkeit sei. Das Debütalbum sei ernsthafter und näher am klassischen Thrash Metal dran, während das zweite stärker durch Rockmusik und die Grooves der 1990er Jahre beeinflusst worden sei. classicthrash.com befand, dass Volkana eine der wenigen Thrash-Metal-Bands ist, die (fast) komplett mit Frauen besetzt sei. Bis auf den Gesang sei die Musik des Debütalbums jedoch genretypisch. Die Songs seien überdurchschnittlich mit guten und „heavy“ Riffs und einer guten Produktion, die einen energiegeladenen und opulenten Klang hervorbrachte.

## Diskografie
- 1989: Trash Flowers (Demo, Eigenveröffentlichung)
- 1990: Volkana (Album, Moving Target Records)
- 1991: First (Identische Lieder zu Volkana, Eldorado Records)
- 1992: Live at Dama Xoc - Sao Paulo (Live-Album, Eigenveröffentlichung)
- 1993: Demo 1993 (Demo, Eigenveröffentlichung)
- 1994: Mindtrips (Album, EMI)